# Earl Cameron
Earlston Jewitt Cameron (Pembroke, 8 agosto 1917 – Kenilworth, 3 luglio 2020) è stato un attore britannico originario delle isole Bermuda.

## Biografia
Debuttò al cinema nel 1951 e prese parte anche a film impegnati come il thriller The Interpreter (2005), nella parte del presidente Zuwanie.
Fu sposato per 40 anni con la prima moglie Audrey, fino alla morte di lei, sopraggiunta nel 1994. Nello stesso anno si risposò con la seconda moglie Barbara.
Cameron è morto il 3 luglio 2020, all'età di 102 anni.

## Filmografia parziale

### Cinema
- Città in agguato (Pool of London), regia di Basil Dearden (1951)
- Simba, regia di Brian Desmond Hurst (1955)
- La grande speranza, regia di Duilio Coletti (1955)
- Una donna per Joe (The Woman for Joe), regia di George More O'Ferrall (1955)
- Safari, regia di Terence Young (1956)
- Odongo, regia di John Gilling (1956)
- Il segno del falco (The Mark of the Hawk), regia di Michael Audley (1957)
- Zaffiro nero (Sapphire), regia di Basil Dearden (1959)
- Ombre sul Kilimanjaro (Killers of Kilimanjaro), regia di Richard Thorpe (1959)
- Tarzan il magnifico (Tarzan the Magnificent), regia di Robert Day (1960)
- Le tre sfide di Tarzan (Tarzan's Three Challenges), regia di Robert Day (1963)
- Cannoni a Batasi (Guns at Batasi), regia di John Guillermin (1964)
- Agente 007 - Thunderball (Operazione tuono) (Thunderball), regia di Terence Young (1965)
- Questa pazza, pazza, pazza Londra (The Sandwich Man), regia di Robert Hartford-Davis (1966)
- Il rivoluzionario (The Revolutionary), regia di Paul Williams (1970)
- Grazie per quel caldo dicembre (A Warm December), regia di Sidney Poitier (1973)
- Il messaggio (The Message), regia di Moustapha Akkad (1976)
- Cuba, regia di Richard Lester (1979)
- The Interpreter, regia di Sydney Pollack (2005)
- The Queen - La regina (The Queen), regia di Stephen Frears (2006)
- Inception, regia di Christopher Nolan (2010)

### Televisione
- Missione segreta (Espionage) – serie TV, episodio 1x20 (1964)
- Casualty – serie TV, episodio 22x23 (2008)

## Doppiatori italiani
- Luciano De Ambrosis in Agente 007 - Thunderball (Operazione tuono), The Queen - La regina
- Mario Pisu in Simba
- Gianni Musy in The Interpreter